# Curvatura gaussiana

D'esquerra a dreta: una superfície de curvatura gaussiana negativa (hiperboloide), una superfície de curvatura gaussiana zero (cilindre) i una superfície de curvatura gaussiana positiva (esfera).

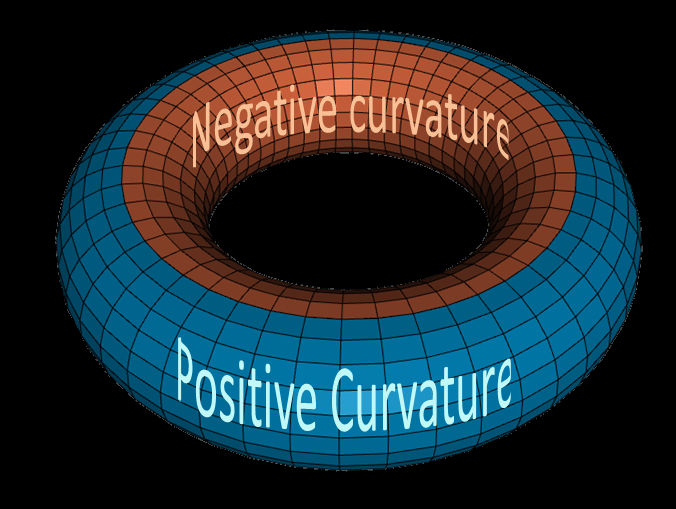
El tor té punts on la curvatura gaussiana és positiva, punts on és negativa, i punts on s'anul·la.

En geometria diferencial clàssica, la curvatura gaussiana o curvatura de Gauss Κ d'una superfície en un punt és el producte de les curvatures principals, κ1 i κ₂, en el punt donat:
{\displaystyle \mathrm {K} =\kappa _{1}\kappa _{2}.}
Per exemple, una esfera de radi r té curvatura gaussiana 1/r² a tot arreu, i un pla i un cilindre tenen curvatura gaussiana 0 a tot arreu. La curvatura gaussiana també pot ser negativa, com en el cas d'un hiperboloide o l'interior d'un tor.
La curvatura gaussiana és una mesura intrínseca de curvatura, que depèn només de distàncies mesurades a la superfície, i no de com està incrustada a l'espai. Aquest és el contingut del teorema egregi de Gauss, publicat el 1827 per Carl Friedrich Gauss, que també dona nom a la curvatura gaussiana.

## Definició informal

Superfície en forma de sella amb plans normals en les direccions de curvatura principals.

A qualsevol punt d'una superfície podem trobar un vector normal en angle recte a la superfície. Els plans que contenen el vector normal s'anomenen plans normals. La intersecció d'una pla normal i la superfície forma una corba anomenada secció normal i la curvatura d'aquesta corba és la curvatura normal. En general, les seccions normals diferents tenen curvatures diferents. Les curvatures mínima i màxima s'anomenen curvatures principals, que podem denotar κ1 i κ₂. La curvatura gaussiana és el producte de les dues curvatures principals Κ = κ1 κ₂.
El signe de la curvatura gaussiana es pot utilitzar per caracteritzar la superfície.
- Si ambdues curvatures principals tenen el mateix signe: κ1κ₂ > 0, llavors la curvatura gaussiana és positiva i es diu que la superfície té un punt el·líptic. En aquests punts la superfície té forma de cúpula, situada en un sol costat del pla tangent al punt. Totes les curvatures normals tindran el mateix signe.
- Si les curvatures principals tenen signes diferents: κ1κ₂ < 0, llavors la curvatura gaussiana és negativa i es diu que la superfície té un punt de sella o punt hiperbòlic. En aquests punts la superfície té forma de sella. Com que una curvatura principal és negativa i l'altre positiva, i la curvatura normal varia contínuament, hi haurà direccions en què la curvatura normal serà zero, que determinen les corbes asimptòtiques.
- Si una de les curvatures principals és zero: κ1κ₂ = 0, la curvatura gaussiana és zero i es diu que la superfície té un punt parabòlic.

La majoria de superfícies contindran regions de curvatura gaussiana positiva (punts el·líptics) i regions de curvatura gaussiana negativa separades per una corba de punts amb curvatura gaussiana zero anomenada línia parabòlica.

## Relació amb geometries
Quan una superfície té una curvatura gaussiana constant igual a zero llavors és una superfície desenvolupable i la geometria de la superfície és la geometria euclidiana.
Quan una superfície té una curvatura gaussiana constant positiva llavors és una esfera i la geometria de la superfície és la geometria esfèrica.
Quan una superfície té una curvatura gaussiana constant negativa llavors és una pseudoesfera i la geometria de la superfície és la geometria hiperbòlica.

## Relació amb les curvatures principals
En geometria diferencial, les dues curvatures principals d'un punt donat d'una superfície són els valors propis de l'operador de forma en el punt. Representen la curvatura de la superfície en diferents direccions en aquest punt. Sigui f una funció de dues variables que, pel teorema de la funció implícita, defineix la superfície, i sigui p un punt crític, és a dir, tal que el gradient de f desapareix (això sempre es pot aconseguir amb un moviment rígid adequat). Llavors la curvatura gaussiana de la superfície a p és el determinant de la matriu hessiana de f, i és igual al producte dels valors propis de la hessiana (la hessiana és la matriu 2-per-2 de segones derivades). Aquesta definició permet copsar immediatament la diferència entre els punts extrems i els punts de sella.

## Definicions alternatives
La curvatura gaussiana també es pot expressar
{\displaystyle \mathrm {K} ={\frac {\langle (\nabla _{2}\nabla _{1}-\nabla _{1}\nabla _{2})\mathbf {e} _{1},\mathbf {e} _{2}\rangle }{\det g}},}
on {\displaystyle \nabla _{i}=\nabla _{{\mathbf {e} }_{i}}} és la derivada covariant i g és el tensor mètric.
En un punt p d'una superfície regular en R3, també és donada per
{\displaystyle K(\mathbf {p} )=\det(S(\mathbf {p} )),}
on S és l'operador de forma.
Una fórmula útil per la curvatura gaussiana és l'equació de Liouville en termes del laplacià en coordenades isotermals.

## Curvatura total

La suma dels angles d'un triangle en una superfície de curvatura negativa és menor que la d'un triangle pla.

La integral de superfície de la curvatura gaussiana en alguna regió d'una superfície s'anomena curvatura total. La curvatura total d'un triangle geodèsic és igual a la desviació de la suma dels seus angles de π. La suma dels angles d'un triangle en una superfície de curvatura positiva superarà π, mentre la suma dels angles d'un triangle en una superfície de curvatura negativa serà inferior a π. En una superfície de curvatura zero, com el pla euclidià, els angles sumaran precisament π radiants.
{\displaystyle \sum _{i=1}^{3}\theta _{i}=\pi +\iint _{T}K\,dA.}
Un resultat més general és el teorema de Barret-Gauss.

## Teoremes importants

### Theorema egregium
El teorema egregi de Gauss (del llatí Theorema Egregium, teorema destacat) declara que la curvatura gaussiana d'una superfície pot ser determinada a partir de les mides de longitud en la superfície mateixa. De fet, es pot trobar donat el coneixement ple de la primera forma fonamental i expressada via la primera forma fonamental i les seves derivades parcials de primer i segon ordre. De manera equivalent, el determinant de la segona forma fonamental d'una superfície en R3 també es pot trobar a partir dels termes anteriors. Aquest teorema és "notable", i sorprenent, perquè tot i que la definició de la curvatura gaussiana d'una superfície S en R3 certament depèn en la manera que la superfície és situada en l'espai, el resultat final, la curvatura gaussiana, és determinada per la mètrica intrínseca de la superfície sense cap referència a l'espai on se situa: és una invariant intrínseca. En particular, la curvatura gaussiana és invariant sota deformacions isomètriques de la superfície.
En geometria diferencial contemporània, una "superfície", vista abstractament, és una varietat diferenciable bidimensional. Per connectar aquest punt de vista amb la teoria clàssica de superfícies, tal superfície abstracta és incrustada a R3 i dotada de la mètrica riemanniana donada per la primera forma fonamental. Suposem que la imatge de la incrustació és una superfície S en R3. Una isometria local és un difeomorfisme f: U → V entre regions obertes de R3 tal que la seva restricció a S ∩ U és una isometria a la seva imatge. Llavors, el teorema egregi s'enuncia de la manera següent:
La curvatura gaussiana d'una superfície llisa incrustada en R3 és invariable sota les isometries locals.
Per exemple, la curvatura gaussiana d'un tub cilíndric és zero, la mateixa que pel "tub" desenrotllat (que és un pla). D'altra banda, com que una esfera de radi R té curvatura positiva constant R−2 i un pla té curvatura constant 0, aquestes dues superfícies no són isomètriques, fins i tot localment. Per això qualsevol representació planar de fins i tot una part d'una esfera ha de distorsionar les distàncies. Per tant, cap projecció cartogràfica és perfecta.

### Teorema de Gauss-Bonnet
El teorema de Gauss-Bonnet relaciona la curvatura total d'una superfície amb la seva característica d'Euler, establint una relació important entre propietats geomètriques locals i propietats topològiques globals.

## Superfícies de curvatura constant

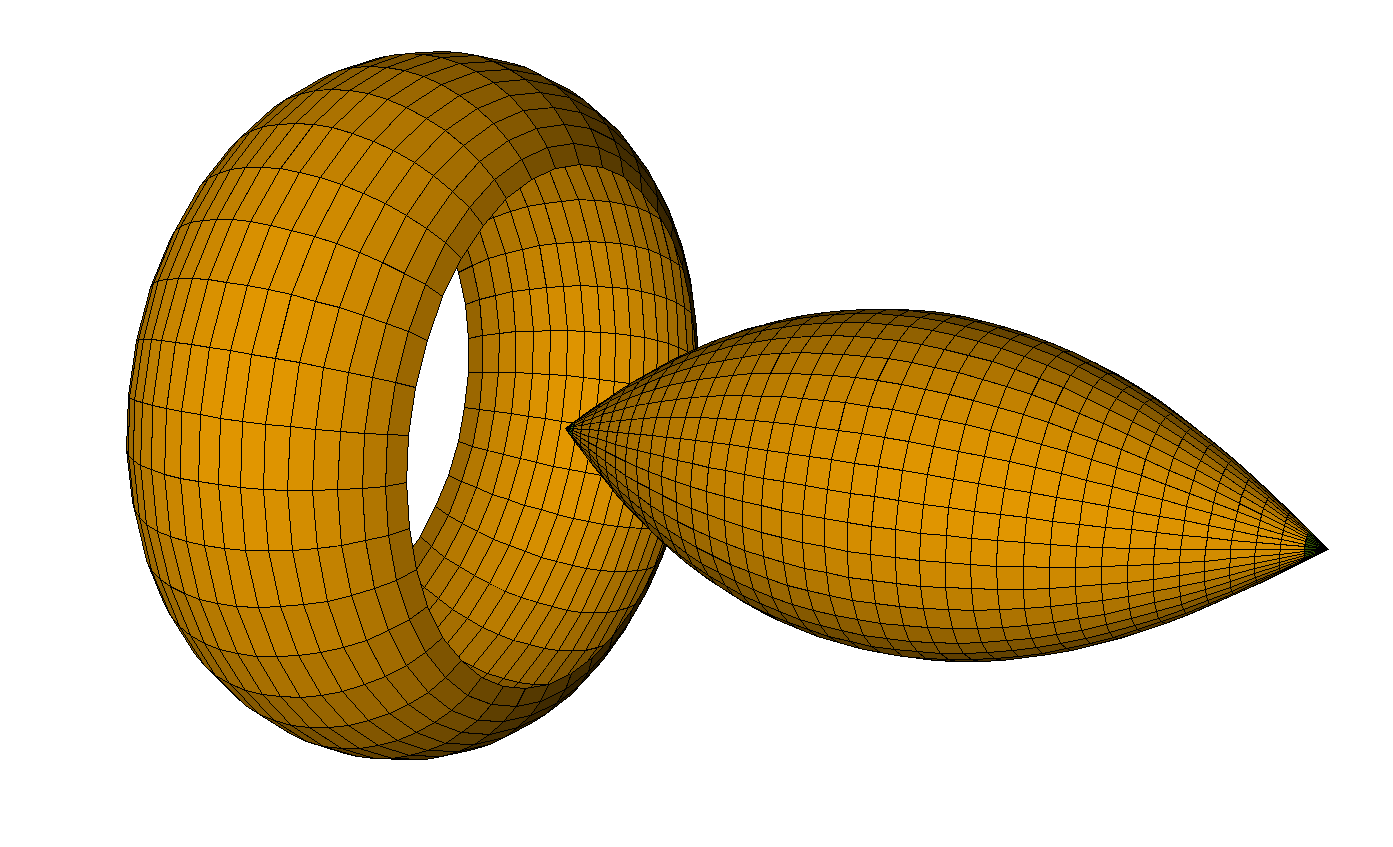
Dues superfícies de curvatura gaussiana constant positiva, una amb frontera i l'altra amb dos punts singulars.

- El teorema de Minding (1839) estableix que totes les superfícies amb la mateixa curvatura constant K són localment isomètriques. Una conseqüència del teorema de Minding és que qualsevol superfície amb curvatura constant zero pot ser construïda flectint alguna regió plana. Tals superfícies són anomenades superfícies desenvolupables. Minding també va proposar la qüestió de si una superfície tancada amb curvatura positiva constant és necessàriament rígida.
- El teorema de Liebmann (1900) va resoldre la qüestió de Minding. Les úniques superfícies tancades regulars (de classe C²) a R3 amb curvatura gaussiana positiva constant són les esferes.[1] Si es deforma una esfera el resultat no és una esfera i, per tant, una esfera és rígida. Una demostració estàndard utilitza el lema de Hilbert que els punts no umbilicals de curvatura principal extrema tenen curvatura gaussiana no positiva.[2]
- El teorema de Hilbert (1901) diu que no existeix cap superfície regular analítica completa (classe Cω) en R3 de curvatura gaussiana negativa constant. De fet, la conclusió també se sosté per superfícies de classe C² incrustades a R3, però es trenca per superfícies de classe C¹. La pseudoesfera té curvatura gaussiana negativa constant excepte en una cúspide singular.[3]

Hi ha altres superfícies que tenen curvatura gaussiana constant positiva. Manfredo do Carmo considera superfícies de revolució {\displaystyle (\phi (v)\cos(u),\phi (v)\sin(u),\psi (v))} on {\displaystyle \phi (v)=C\cos v} i {\displaystyle \psi (v)=\int _{0}^{v}{\sqrt {1-C^{2}\sin ^{2}v}}\ dv} (una integral el·líptica incompleta de segona espècie). Aquestes superfícies tenen totes curvatura gaussiana constant igual a 1, però, per {\displaystyle C\neq 1} tenen o bé frontera o bé punts singulars. Do Carmo també posa tres exemples diferents de superfícies amb curvatura gaussiana constant negativa, una de les quals és la pseudoesfera.
Hi ha moltes altres superfícies fitades de curvatura gaussiana constant. Malgrat que una esfera és rígida i no es pot deformar mitjançant una isometria, si se'n lleva una petita regió, o fins i tot tallant-ne un petit segment, llavors la superfície resultant es pot deformar. Aquestes deformacions preserven la curvatura gaussiana i, per tant, són un exemple de superfície amb curvatura gaussiana constant.

## Fórmules alternatives
- La curvatura gaussiana d'una superfície en R3 es pot expressar com a proporció dels determinants de la primera i segona forma fonamental:

{\displaystyle K={\frac {\det \mathrm {I\!I} }{\det \mathrm {I} }}={\frac {LN-M^{2}}{EG-F^{2}}}.}
- La fórmula de Brioschi dona la curvatura gaussiana només en termes de la primera forma fonamental:

{\displaystyle K={\frac {\det {\begin{vmatrix}-{\frac {1}{2}}E_{vv}+F_{uv}-{\frac {1}{2}}G_{uu}&{\frac {1}{2}}E_{u}&F_{u}-{\frac {1}{2}}E_{v}\\F_{v}-{\frac {1}{2}}G_{u}&E&F\\{\frac {1}{2}}G_{v}&F&G\end{vmatrix}}-\det {\begin{vmatrix}0&{\frac {1}{2}}E_{v}&{\frac {1}{2}}G_{u}\\{\frac {1}{2}}E_{v}&E&F\\{\frac {1}{2}}G_{u}&F&G\end{vmatrix}}}{(EG-F^{2})^{2}}}}
- Per una parametrització ortogonal (F = 0), la curvatura gaussiana és:

{\displaystyle K=-{\frac {1}{2{\sqrt {EG}}}}\left({\frac {\partial }{\partial u}}{\frac {G_{u}}{\sqrt {EG}}}+{\frac {\partial }{\partial v}}{\frac {E_{v}}{\sqrt {EG}}}\right).}
- Per una superfície descrita com a gràfica d'una funció z = F(x, y), la curvatura gaussiana és:

{\displaystyle K={\frac {F_{xx}\cdot F_{yy}-F_{xy}^{2}}{(1+F_{x}^{2}+F_{y}^{2})^{2}}}}
- Per una superfície definida de forma implícita, F(x,y,z) = 0, la curvatura gaussiana es pot expressar en termes del gradient {\displaystyle \nabla F} i la matriu hessiana {\displaystyle H(F)}:[6][7]

{\displaystyle K=-{\frac {\det {\begin{vmatrix}H(F)&\nabla F^{\mathsf {T}}\\\nabla F&0\end{vmatrix}}}{|\nabla F|^{4}}}=-{\frac {\det {\begin{vmatrix}F_{xx}&F_{xy}&F_{xz}&F_{x}\\F_{xy}&F_{yy}&F_{yz}&F_{y}\\F_{xz}&F_{yz}&F_{zz}&F_{z}\\F_{x}&F_{y}&F_{z}&0\\\end{vmatrix}}}{|\nabla F|^{4}}}}
- Per una superfície amb mètrica conforme a l'euclidiana, és a dir amb F = 0 i E = G = eσ, la curvatura gaussiana és donada per (on Δ representa l'operador laplacià):

{\displaystyle K=-{\frac {1}{2e^{\sigma }}}\Delta \sigma ,}
- La curvatura gaussiana es pot obtenir a partir d'un límit amb la diferència de longituds entre la circumferència geodèsica i la circumferència en el pla:[8]

{\displaystyle K=\lim _{r\to 0^{+}}3{\frac {2\pi r-C(r)}{\pi r^{3}}}}
- La curvatura gaussiana es pot obtenir a partir d'un límit amb la diferència d'àrees entre el disc geodèsic i el disc pla:[8]

{\displaystyle K=\lim _{r\to 0^{+}}12{\frac {\pi r^{2}-A(r)}{\pi r^{4}}}}
- La curvatura gaussiana es pot expressar amb els símbols de Christoffel:[9]

{\displaystyle K=-{\frac {1}{E}}\left({\frac {\partial }{\partial u}}\Gamma _{12}^{2}-{\frac {\partial }{\partial v}}\Gamma _{11}^{2}+\Gamma _{12}^{1}\Gamma _{11}^{2}-\Gamma _{11}^{1}\Gamma _{12}^{2}+\Gamma _{12}^{2}\Gamma _{12}^{2}-\Gamma _{11}^{2}\Gamma _{22}^{2}\right)}

## Llibres
- Grinfeld, P.. Introduction to Tensor Analysis and the Calculus of Moving Surfaces.  Springer, 2014. ISBN 1-4614-7866-9.